# Jamie van Natta
Jamie van Natta (31 de marzo de 1978) es una deportista estadounidense que compitió en tiro con arco, en la modalidad de arco compuesto.
Ganó cinco medallas en el Campeonato Mundial de Tiro con Arco al Aire Libre entre los años 1997 y 2011, y cuatro medallas en el Campeonato Mundial de Tiro con Arco en Sala entre los años 1997 y 2007.

## Palmarés internacional
| Campeonato Mundial al Aire Libre | Campeonato Mundial al Aire Libre | Campeonato Mundial al Aire Libre | Campeonato Mundial al Aire Libre |
| Año                              | Lugar                            | Medalla                          | Prueba                           |
| -------------------------------- | -------------------------------- | -------------------------------- | -------------------------------- |
| 1997                             | Victoria (Canadá)                | Medalla de plata                 | Equipo                           |
| 1997                             | Victoria (Canadá)                | Medalla de bronce                | Individual                       |
| 2005                             | Madrid (España)                  | Medalla de plata                 | Equipo                           |
| 2007                             | Leipzig (Alemania)               | Medalla de bronce                | Equipo                           |
| 2011                             | Turín (Italia)                   | Medalla de oro                   | Equipo                           |
| Campeonato Mundial en Sala       |                                  |                                  |                                  |
| Año                              | Lugar                            | Medalla                          | Prueba                           |
| 1997                             | Estambul (Turquía)               | Medalla de oro                   | Equipo                           |
| 2005                             | Aalborg (Dinamarca)              | Medalla de oro                   | Equipo                           |
| 2005                             | Aalborg (Dinamarca)              | Medalla de bronce                | Individual                       |
| 2007                             | Esmirna (Turquía)                | Medalla de oro                   | Equipo                           |